# 術数学

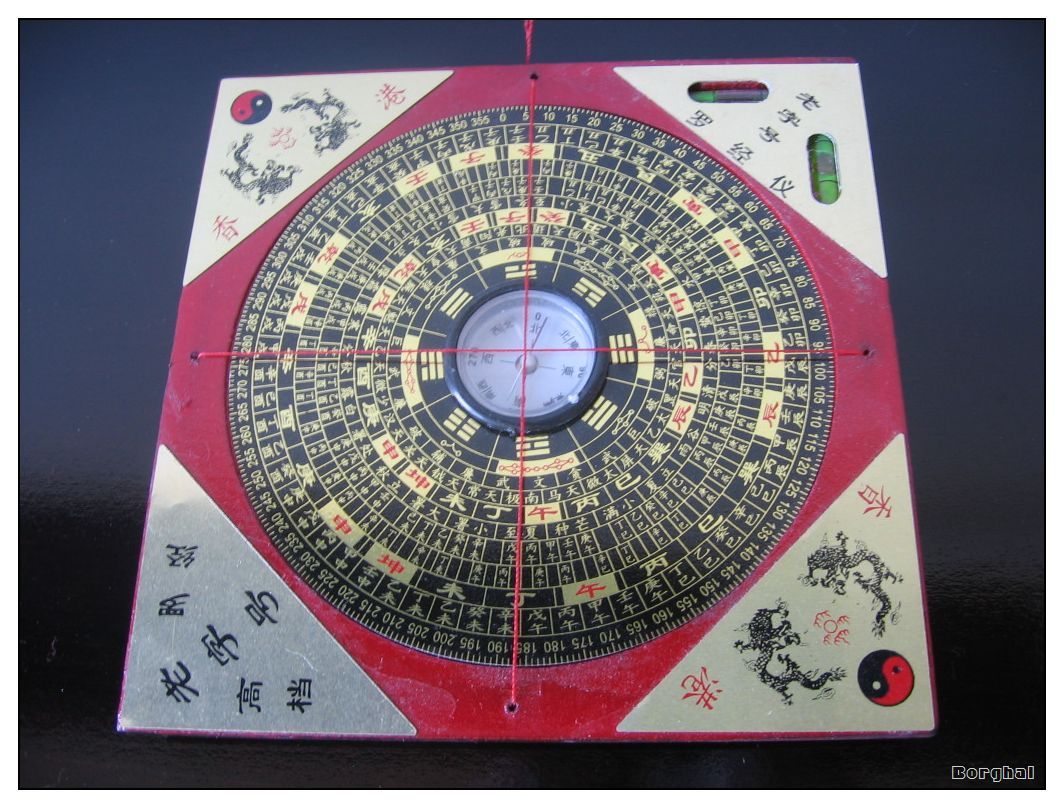
風水羅盤

術数学（じゅっすうがく）は、前近代の中国とその周辺地域（東アジア）で発達した学問分野の一つ。術数、数術、数術学、術数文化ともいう。大まかに言えば「占い」「占術」とほぼ同義。具体的に言えば、易・風水・占星術・奇門遁甲などの総称。言い換えれば、五術のうちの命・卜・相の総称。
中国古来の数理哲学や宇宙観（陰陽五行思想・八卦・十干十二支・天円地方・天人相関説・中国天文学・気など）を基礎理論とする。
「権謀術数」とは特に関係ない。

## 由来
「術数学」という分野区分は、古代中国の図書分類法に由来する。具体的には、漢代の図書目録である『漢書』芸文志（またはその前身の『七略』）に由来する。『漢書』芸文志は、漢代当時に存在した書物を六分野に大別して整理した。その六分野の一つが術数学である。この分野区分は、漢代以降も形を変えつつ継承された。具体的には、四部分類法の「子部」の下位分野として継承され、清代の『四庫提要』にも継承された。ただし、時代によって含まれる書物の範囲が変わることもあった。
術数学は、以上のような図書分類のために作られた分野区分である。そのような事情もあり、「術数学とは何か」という明確な定義は決まっておらず、学者によって様々な定義がある。
なお、漢代より前の先秦時代には、術数学にあたる分野は「方術」と呼ばれていた。「方術」は、占いだけでなく鍼灸（中国医学）や本草学なども含んでいたが、漢代以降分離された。

## 研究
術数学は、近現代の中国学では長らくマイナーな研究対象だったが、20世紀末頃から21世紀にかけて注目されるようになった。
その経緯として、馬王堆帛書や睡虎地秦簡といった出土文献に、術数学関連の文献が多く含まれていたこと（例えば『日書』と呼ばれる文献群）や、未調査だった術数学関連の写本（鈔本）や古刊本が調査されるようになったこと、などの経緯がある。また日本では、戦後の木村英一・中村璋八・安居香山・山田慶兒・坂出祥伸をはじめとする学者たちが、中国哲学史・中国科学史において無視すべきでない要素として術数学を論じるようになった、という経緯もある。

## 内容・影響
術数学の下位分野は多岐にわたり、中には必ずしも「占い」とは呼ばれない分野も含まれる。例えば、相馬術（良馬の鑑定術）は、風水や人相占いと同様の「相術」として術数学に含まれる。
術数学は政治から日常生活まで、人間の様々な営みと結びついていた。例えば、日選びや雲気占は、合戦の勝敗を左右する要素として軍師などに重要視された。諸子百家の兵家においては「兵陰陽家」が術数学を特に扱った。『孫子』は術数学から距離を起きながらも術数学の影響下にあった。諸葛孔明も奇門遁甲を用いたとされる。
司馬遷の官職である「太史令」は、天文学に付随する術数学を職掌に含んでおり、『史記』には占術師の列伝「日者列伝」がある。
「朱子学」の朱熹は『朱子家礼』で風水を肯定し、後世の儒者の風水観に影響を与えた。
術数学は、中国大陸だけでなく東アジア各地（台湾、琉球諸島、朝鮮半島、ベトナム、日本など）にも伝播した。日本の陰陽道の背景にも術数学があった。
易・風水・日選びなどは、現代でも東アジア各地で行われている（例えば高島易断）。

## 関連文献
- 池田知久; 水口拓壽 編『中國傳統社會における術數と思想』汲古書院、2016年。ISBN 978-4762965784。
- 大野裕司『戦国秦漢出土術数文献の基礎的研究』北海道大学出版会、2014年。ISBN 978-4832968028。
- 大野裕司「術数学へのいざない 1」『中国史史料研究会会報』第6号、志学社、2020a。ASIN B087Z5RM5Y。
- 大野裕司「術数学へのいざない 2」『中国史史料研究会会報』第7号、志学社、2020b。ASIN B08C9MD2W2。
- 大野裕司「術数学へのいざない 3」『中国史史料研究会会報』第9号、志学社、2020c。ASIN B08MCZ29Q3。
- 椛島雅弘「術数からみた『孫子』とその受容に関する一考察」『中国研究集刊』第69号、大阪大学中国学会、2023年。
- 川原秀城「術数」、『中国思想文化事典』溝口雄三; 丸山松幸; 池田知久 編、東京大学出版会、2001年。ISBN 978-4130100878。
- 川原秀城『数と易の中国思想史 術数学とは何か』勉誠出版、2018年。ISBN 978-4585210450。
- 工藤元男『占いと中国古代の社会 発掘された古文献が語る』東方書店、2011年。ISBN 978-4497211101。
- 坂出祥伸『中国古代の占法 技術と呪術の周辺』研文出版、1991年。ISBN 978-4876360994。
- 坂出祥伸『「気」と養生―道教の養生術と呪術』人文書院、1993年。ISBN 978-4409410554。
- 坂出祥伸『「気」と道教・方術の世界』角川書店、1996年。ISBN 978-4047032781。
- 佐藤信弥『中国古代史研究の最前線』星海社〈星海社新書〉、2018年。ISBN 978-4065114384。
- 清水洋子「東アジア術数学研究会 (研究会通信)」『中国研究集刊』第62号、大阪大学中国学会、2016年。
- 辛賢『漢易術数論研究』汲古書院、2002年。ISBN 978-4762926723。
- 辛賢; 堀池信夫 編『知のユーラシア４ 宇宙を駆ける知 天文・易・道教』明治書院、2014年。ISBN 978-4625624308。
- 髙橋あやの「張衡と占術」『張衡の天文学思想』汲古書院、2018年。ISBN 978-4762966224。
- 武田時昌『術数学の思考 交叉する科学と占術』臨川書店、2018年。ISBN 978-4653043751。
- 武田時昌編 『陰陽五行のサイエンス』 京都大学人文科学研究所、2011年。NCID BB05297360
- 武田時昌編 『術数学の射程 東アジア世界の「知」の伝統』 臨川書店、2021年（初出2014年・京都大学人文科学研究所）。ISBN 978-4653045076。
- 武田時昌編 『天と地の科学 東と西の出会い』 臨川書店、2021年（初出2019年・京都大学人文科学研究所）。ISBN 978-4653045083。
- 名和敏光 編『東アジア思想・文化の基層構造 術数と『天地瑞祥志』』汲古書院、2019年。ISBN 978-4762966309。
- 三浦國雄『風水 中国人のトポス』平凡社〈平凡社ライブラリー〉、1995年。ISBN 978-4256190296。
- 三浦國雄『風水講義』文藝春秋〈文春新書〉、2006年。ISBN 978-4166604883。（法蔵館文庫2023年）
- 三浦國雄 編『術の思想 医・長生・呪・交霊・風水』風響社、2013年。ISBN 978-4894891906。
- 水口幹記 編『前近代東アジアにおける〈術数文化〉』勉誠出版、2020年。ISBN 978-4585227106。
- 水口拓壽『風水思想を儒学する』風響社、2007年。ISBN 9784894897298。
- 水口拓壽『儒学から見た風水 宋から清に至る言説史』風響社、2015年。ISBN 9784894892170。
- 水口拓壽 編『術數學研究の課題と方法』汲古書院、2022年。ISBN 978-4762967092。
- 水野杏紀『易、風水、暦、養生、処世 東アジアの宇宙観（コスモロジー）』講談社〈講談社選書メチエ〉、2016年。ISBN 978-4062586214。
- 山下克明『陰陽道の発見』NHKブックス、2010年。ISBN 978-4140911594。
- 山下克明『陰陽道 術数と信仰の文化』臨川書店、2022年。ISBN 978-4653047056。

## 関連項目

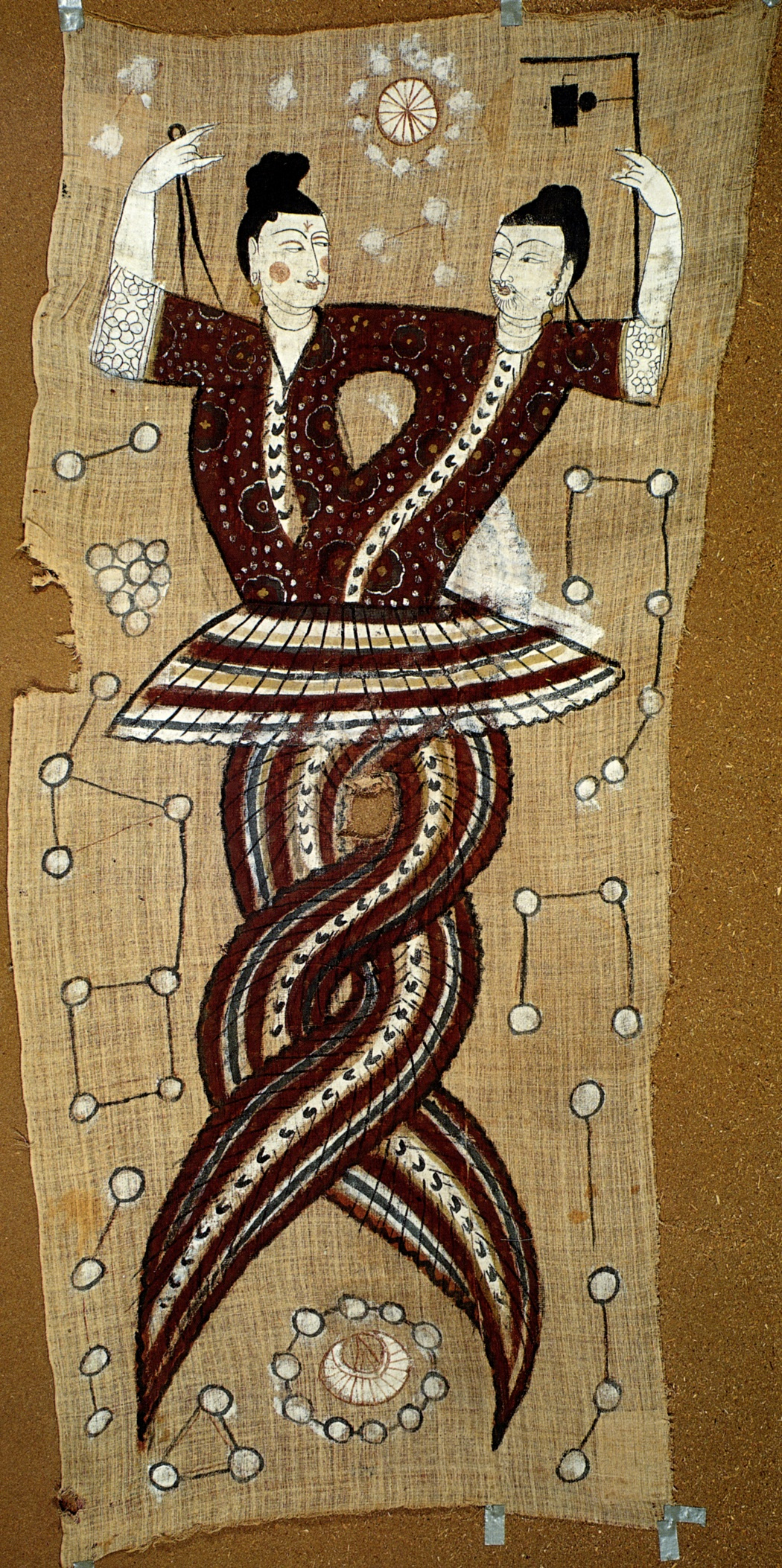
伏羲と女媧。八卦などの発明者とされる。